# Chorągiew tatarska Mikołaja Pochojskiego

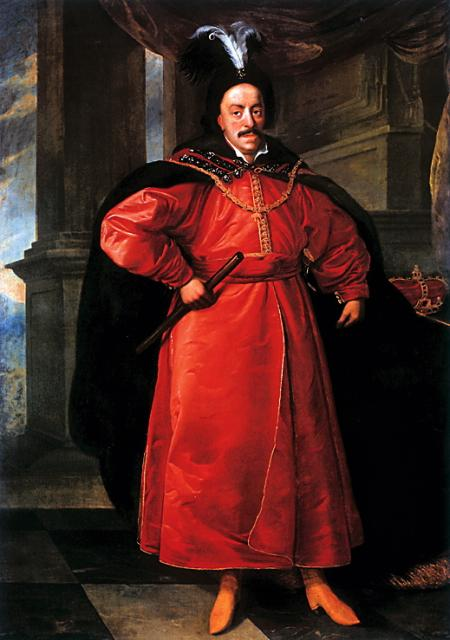
Po śmierci Jaremy Wiśniowieckiego, to Jan II Kazimierz prowadził armię koronną przeciwko powstańcom kozackim.

Chorągiew tatarska Mikołaja Pochojskiego – chorągiew tatarska jazdy koronnej połowy XVII wieku.
Pod koniec 1652 roku, w skład armii koronnej, na której spoczywał ciężar wojny, wchodziło osiem chorągwi jazdy tatarskiej: Mustafy Sudycza, Adama Taraszewskiego, Chalembeka Murawskiego, Czymbaja Ułana, Mehmeta Czelebiego, Murzy Bohdanowicza, Michała Bydłowskiego i Mikołaja Pochojskiego.
Rotmistrzem chorągwi był Mikołaj Pochojski. Jej żołnierze brali udział w działaniach zbrojnych powstania Chmielnickiego (1648 – 1655).